# Želovce
Želovce es un municipio del distrito de Veľký Krtíš en la región de Banská Bystrica, Eslovaquia, con una población estimada a final del año 2024 de 1154 habitantes.
Se encuentra ubicado al suroeste de la región, en la cuenca hidrográfica del río Ipoly —un afluente izquierdo del Danubio— y cerca de la frontera con la región de Nitra y con Hungría.

## Demografía
| Año        | 1994 | 2004    | 2014    | 2024     |
| ---------- | ---- | ------- | ------- | -------- |
| Población  | 1324 | 1314    | 1289    | 1154     |
| Diferencia |      | −0,75 % | −1,90 % | −10,47 % |

| Año        | 2023 | 2024    |
| ---------- | ---- | ------- |
| Población  | 1177 | 1154    |
| Diferencia |      | −1,95 % |